# Le Samyn
Le Samyn (även kallat Grand Prix Samyn eller Memorial Samyn) är ett endagslopp i landsvägscykling som avhålls årligen i den belgiska provinsen Hainaut, i slutet av februari eller början av mars på tisdagen efter Omloop Het Nieuwsblad och Kuurne-Bryssel-Kuurne. Loppets första upplaga, 1968, kallades Grand Prix de Fayt-le-Franc efter start- och målorten (som inkorporerades 1977 i kommunen Honnelles). 1970 döptes loppet om efter loppets förste vinnare, José Samyn, som avlidit till följd av en olycka under ett lopp i Zingem i augusti 1969. Le Samyn ingår sedan 2005 i UCI Europe Tour (detta år fick loppet dock ställas in på grund av snö) och klassificeras som 1.1.
Starten sker, sedan 2015, i Quaregnon (dessförinnan, från 2006, i Frameries) och avslutas med några varv på en slinga med målgång, sedan 2008, i Dour. Loppet är i andra halvan, det vill säga delen som körs på slingan vid Dour, svagt backigt (första halvan är ganska flack) och innehåller fem gatstenssträckor per varv - därtill kommer att loppet till stor del går i ganska öppet jordbrukslandskap och vinden kan därför ofta vara "besvärande". På grund av gatstenssträckorna har loppet fått smeknamnet (öknamnet?) "Lilla Paris - Roubaix" och det har också liknats vid en flandrisk klassiker som körs i Vallonien.
2012 infördes ett lopp för damer, Le Samyn des Dames, vilket avhålls samma dag som herrloppet. Liksom i herrloppet sker start och målgång i Quaregnon (sedan 2015, dessförinnan i Frameries) respektive Dour (sedan inledningsåret 2012) och det följer samma vägar som herrloppets andra halva. Damloppet klassificerades inledningsvis som 1.2 av UCI, men upphöjdes till 1.1 2021.

## Segrare

### Herrar
- 2025  Mathieu van der Poel
- 2024  Laurenz Rex
- 2023  Milan Menten
- 2022  Matteo Trentin
- 2021  Tim Merlier
- 2020  Hugo Hofstetter
- 2019  Florian Sénéchal
- 2018  Niki Terpstra
- 2017  Guillaume Van Keirsbulck
- 2016  Niki Terpstra
- 2015  Kris Boeckmans
- 2014  Maxime Vantomme
- 2013  Aleksej Tsatevitsj
- 2012  Arnaud Démare
- 2011  Dominic Klemme
- 2010  Jens Keukeleire
- 2009  Wouter Weylandt
- 2008  Philippe Gilbert
- 2007  Jimmy Casper
- 2006  Renaud Dion
- 2005 Inställt på grund av snö
- 2004  Robbie McEwen
- 2003  Stefan van Dijk
- 2002  Magnus Bäckstedt
- 2001  Kris Gerits
- 2000  Frank Høj
- 1999  Thierry Marichal
- 1998  Ludovic Auger
- 1997  Michel Vanhaecke
- 1996  Hans De Meester
- 1995  Johan Capiot
- 1994  Johan Capiot
- 1993  Wilfried Nelissen
- 1992  Johan Capiot
- 1991  Johnny Dauwe
- 1990  Hendrik Redant
- 1989  Hendrik Redant
- 1988 Ej arrangerat
- 1987  Claude Criquielion
- 1986  Patrick Onnockx
- 1985  Ronny Van Holen
- 1984  Daniel Rossel
- 1983  Jacques van Meer
- 1982  Jos Jacobs
- 1981  Pol Verschuere
- 1980  Gery Verlinden
- 1979  Jos Schipper
- 1978  Herman Van Springel
- 1977  Michel Périn
- 1976  Dirk Baert
- 1975  Alain Santy
- 1974  André Dierickx
- 1973  Louis Verreydt
- 1972  Marc Demeyer
- 1971  Julien Van Lint
- 1970  Ronny Van De Vijver
- 1969  Herman Vrijders
- 1968  José Samyn

### Damer
- 2025  Lorena Wiebes
- 2024  Vittoria Guazzini
- 2023  Marta Bastianelli
- 2022  Emma Norsgaard
- 2021  Lotte Kopecky
- 2020  Chantal van den Broek-Blaak
- 2019  Jip van den Bos
- 2018  Janneke Ensing
- 2017  Sheyla Gutiérrez
- 2016  Chantal Blaak
- 2015  Chantal Blaak
- 2014  Emma Johansson
- 2013  Ellen van Dijk
- 2012  Adrie Visser